# Tervuren
Tervuren (22 861 abitanti al 2021) è un comune belga della provincia del Brabante Fiammingo.

## Cultura

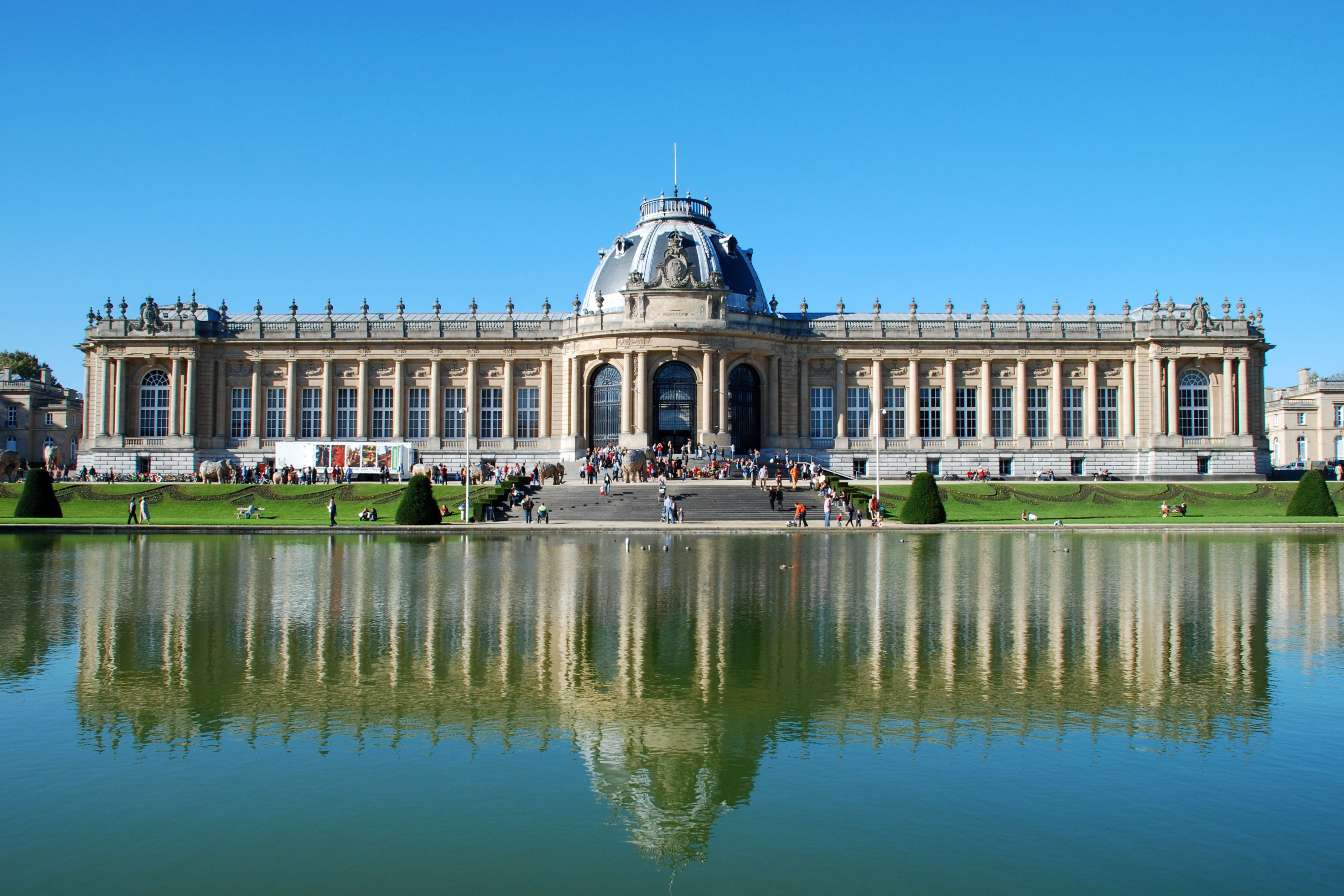
Museo Reale per l'Africa Centrale.

Il Museo reale per l'Africa Centrale è un museo etnografico e di storia naturale. Concentrato principalmente sul Congo, ex colonia del Belgio, alcuni aspetti (soprattutto per quanto riguarda la ricerca biologica) sono estesi a tutto il bacino del fiume Congo, Africa centrale, Africa orientale e Africa occidentale. Inizialmente esclusivamente inteso come museo coloniale, dopo il 1960 si è concentrato maggiormente sull'etnografia e sull'antropologia. Come nella maggior parte dei musei, ci sono sia un dipartimento di ricerca che un dipartimento di mostre pubbliche.
Contrariamente al suo nome, non tutte le ricerche riguardano l'Africa. Per esempio, sono in corso ricerche sull'archeozoologia di Sagalassos. Alcuni ricercatori hanno forti legami con l'Istituto reale di Scienze naturali del Belgio. Il museo è circondato da giardini, con la sequoia gigante più grande delle Fiandre, e un grande parco con laghi. La Cappella di St Hubert si trova all'estremità occidentale del parco.
La Biblioteca di Tervuren (Gemeentelijke Openbare Bibliotheek Tervuren - GOBT) si trova in Markt 7. Contiene circa 43 300 documenti stampati e 886 DVD.